# Pérignat-sur-Allier
Pérignat-sur-Allier är en kommun i departementet Puy-de-Dôme i regionen Auvergne-Rhône-Alpes i centrala Frankrike. Kommunen ligger i kantonen Billom som tillhör arrondissementet Clermont-Ferrand. År 2022 hade Pérignat-sur-Allier 1 492 invånare.

## Befolkningsutveckling
Antalet invånare i kommunen Pérignat-sur-Allier
| Referens: INSEE |